# Ernesto Besenzanica
Ernesto Besenzanica (Milano, 1864 – Milano, 1940) è stato un imprenditore e ingegnere italiano, particolarmente noto per aver prima progettato e poi costruito, con società di cui era socio e dirigente, numerose ferrovie sia in Italia che in Europa.

## Biografia
Conseguita la laurea in ingegneria iniziò la sua carriera per lo più lavorando nell'Europa orientale e balcanica, realizzando infrastrutture ferroviarie tra la Grecia, l'Albania, la Bulgaria e la Romania. In quest'ultimo paese progettò e costruì la strada ferrata Roman-Pleven-Choumen di 325 km e la Pleven-Somovith.
Nel 1903 rielaborò il progetto della Ferrovia Porto San Giorgio-Amandola, adeguandolo alle innovazioni tecnologiche del tempo e iniziandone i lavori di costruzione nel 1905: la linea venne inaugurata il 14 dicembre 1908, mentre la diramazione per Fermo venne aperta nell'estate dell'anno successivo. Nel 1905 fu incaricato del progetto della Ferrovia Sangritana che realizzò una volta ottenuta la concessione ministeriale come titolare della Società Anonima per le Ferrovie Adriatico Appennino (FAA) nel 1909; la linea entrò in esercizio nel 1915 nella sua interezza; il suo tracciato collegava, per un totale di 148 chilometri, Marina San Vito (frazione di San Vito Chietino) a Castel di Sangro.

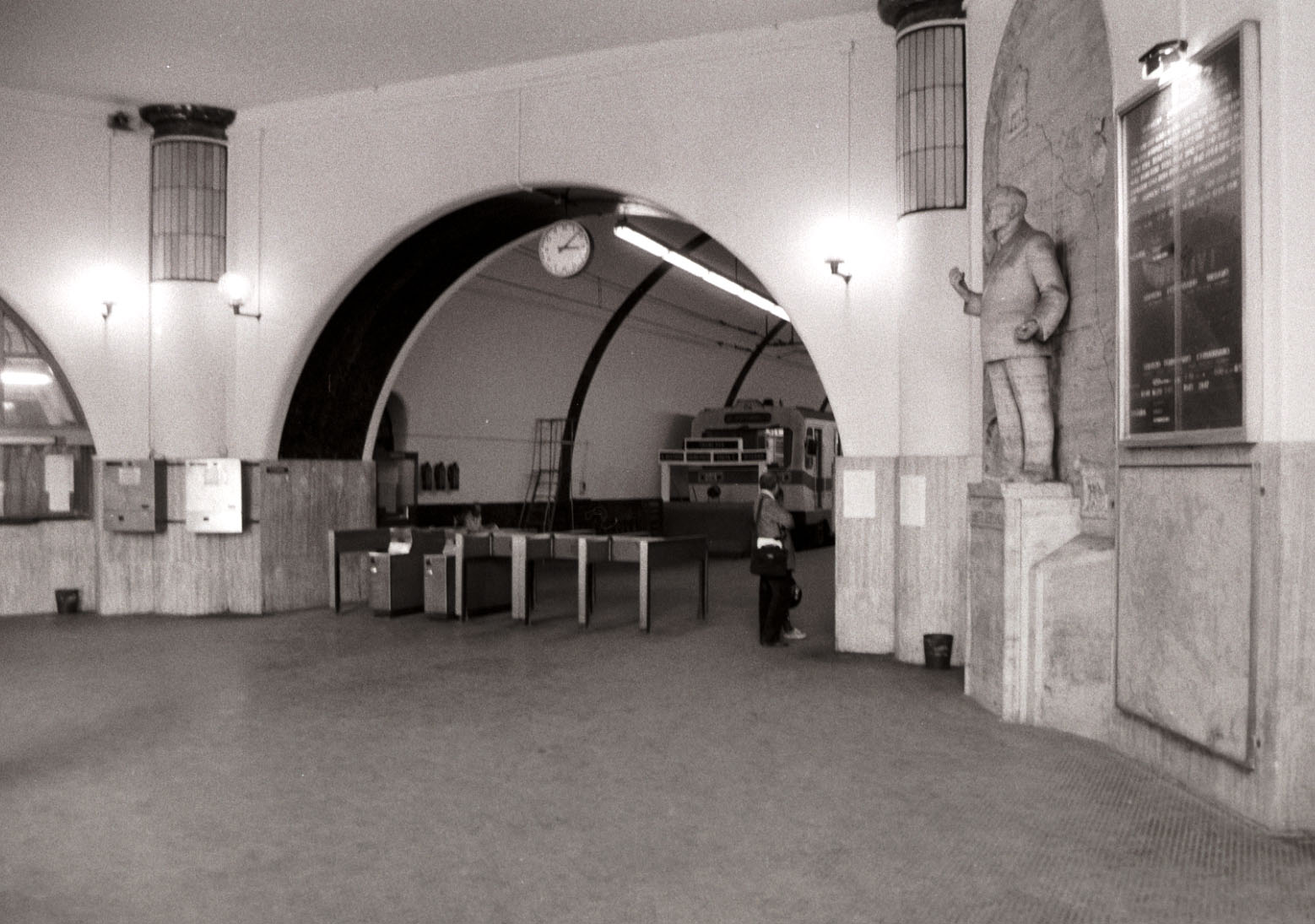
Atrio della stazione di Roma Piazzale Flaminio, sulla destra la statua di Ernesto Besenzanica

Nel 1913 figurava tra i consiglieri di amministrazione della Società Anonima per le ferrovie secondarie della Sicilia (SAFS), concessionaria della ferrovia Siracusa-Ragusa-Vizzini, ruolo che ricopriva ancora nel 1922.
Nel 1914, per conto della FAA e su richiesta del collega ingegnere Erminio Sipari, deputato eletto nel collegio di Pescina, si fece interprete di un progetto, mai realizzato, che innestandosi nella "Sangritana", nella ferrovia Sulmona-Isernia e poi nella Ferrovia Roma-Fiuggi-Frosinone, doveva collegare Castel di Sangro a Genazzano (e diramazione per Veroli), attraverso sette tronchi: Castel di Sangro - Opi, Opi - San Donato Val di Comino, San Donato - Sora, Sora - Frosinone, Frosinone - Anagni e Anagni - Genazzano, con successiva biforcazione per Veroli.
Nel maggio del 1924 partecipò alla costituzione della Società Anonima per la Ferrovia Voghera Varzi (in seguito incorporatasi mediante fusione con la FAA) che ottenne la concessione per la costruzione dell'omonima ferrovia di cui Besenzanica fece il progetto: l'inaugurazione della linea Voghera-Varzi, i cui lavori iniziarono nel novembre del 1928, ebbe luogo nel giorno di Natale del 1931.
In sostituzione della preesistente tranvia Roma-Civita Castellana, Besenzanica progettò anche, prevedendone l'elettrificazione con corrente continua, la ferrovia Roma-Civita Castellana-Viterbo, poi soprannominata "Roma Nord", che venne aperta all'esercizio il 28 ottobre 1932, posta sotto la gestione dalla Società Romana Ferrovie del Nord (SRFN), di cui lo stesso ingegnere era consigliere.
A lui sono dedicate una via a Milano, una scalinata a Fermo e una statua nella stazione di Piazzale Flaminio a Roma.

## Progetti editi
- Vedute fotografiche della strada ferrata. Linea Roman-Pleven-Choumen studiata e costrutta dall'ing. Ernesto Besenzanica, s.e., s.d.
- Ferrovia Adriatico-Fermo-Amandola. Progetto esecutivo, Scuola Tip. Artigianelli, Milano 1904.
- Proposta per variante al progetto di Ferrovia Sangritana, N. De Arcangelis, Casalbordino 1905.
- Progetto di massima delle Ferrovie del Vastese a trazione elettrica e scartamento m 0.950. Relazione tecnica e memoriale sulla pubblica utilità, Tip. Masciangelo, Lanciano 1913.
- Osservazioni generali sull'andamento planimetrico ed altimetrico della proposta variante al tracciato della direttissima Firenze-Bologna, Tip. Nazionale, Milano 1913.
- Progetto di massima della Ferrovia Castel di Sangro-Frosinone-Genazzano con diramazione per Veroli a trazione elettrica. Relazione tecnica e memoriale sulla pubblica utilità, Tip. Masciangelo, Lanciano 1914.